# Campoplex laetus
Campoplex laetus là một loài tò vò trong họ Ichneumonidae.